# Eä
Eä és el nom èlfic de l'univers fictici creat per l'escriptor britànic J. R. R. Tolkien.
Eä és la paraula amb què Il·lúvatar creà el món i significa tant "sigui" com "el món que és". El terme és consagrat en qüenya que denominava així el conjunt de la creació. La història de la creació del món per Il·lúvatar i els Ainur es narra a l'Ainulindalë, primer conte d'El Silmaríl·lion. Dins d'Eä es troba Arda, el món habitat pels Fills d'Il·lúvatar (elfs i homes, els primers i segons nascuts). El centre d'Eä és el Foc Sagrat. En la mitologia de Tolkien, Arda fou al començament un món pla que després de la transformació del món, esdevendria un món esfèric.
Des de la perspectiva d'una segona creació, tal com la plantejà Tolkien, es pot comparar a la creació de la realitat, a partir d'idees, amb allò que succeeix en una història fictícia: el lector s'hi troba atrapat i no s'adona que es tracta d'una història que es desenvolupa en un segon pla, sinó que s'hi capbussa i n'emergeix, com ho feren els Ainur en la creació d'Il·lúvatar.